# セントビンセント・グレナディーン総督
セントビンセント・グレナディーン総督（セントビンセント・グレナディーンそうとく、Governors-General of Saint Vincent and the Grenadines）は、英連邦王国に属するセントビンセント・グレナディーンの国家元首である国王（イギリス国王が兼ねる）の代理人としての総督である。

## 一覧
| 就任           | 退任          | 氏名                                       | 備考         |
| -------------- | ------------- | ------------------------------------------ | ------------ |
| 1979年10月27日 | 1985年2月28日 | サー・シドニー・ガン＝マンロー             |              |
| 1985年2月28日  | 1988年2月29日 | サー・ジョーゼフ・ランバート・ユースタス   |              |
| 1988年2月29日  | 1989年9月20日 | ヘンリー・ハーヴェイ・ウィリアムズ         | 代理         |
| 1989年9月20日  | 1996年6月1日  | サー・デイヴィッド・エマニュエル・ジャック |              |
| 1996年6月1日   | 2002年6月3日  | サー・チャールズ・アントロバス             | 任期中に死去 |
| 2002年6月3日   | 2002年9月2日  | モニカ・ダコン                             | 代理         |
| 2002年9月2日   | 2019年7月31日 | サー・フレデリック・バランタイン           |              |
| 2019年8月1日   | 現職          | スーザン・ドゥーガン                       |              |

## 参考サイト
- World Statesmen
- www.gov.vc